# Rok Rogelj
Rok Rogelj, slovenski deskar na snegu, * 12. maj 1987, Ljubljana.
Rogelj je za Slovenijo nastopil na Zimskih olimpijskih igrah 2010 v Vancouvru, kjer je osvojil 24. mesto v krosu.